# Kool Smiles

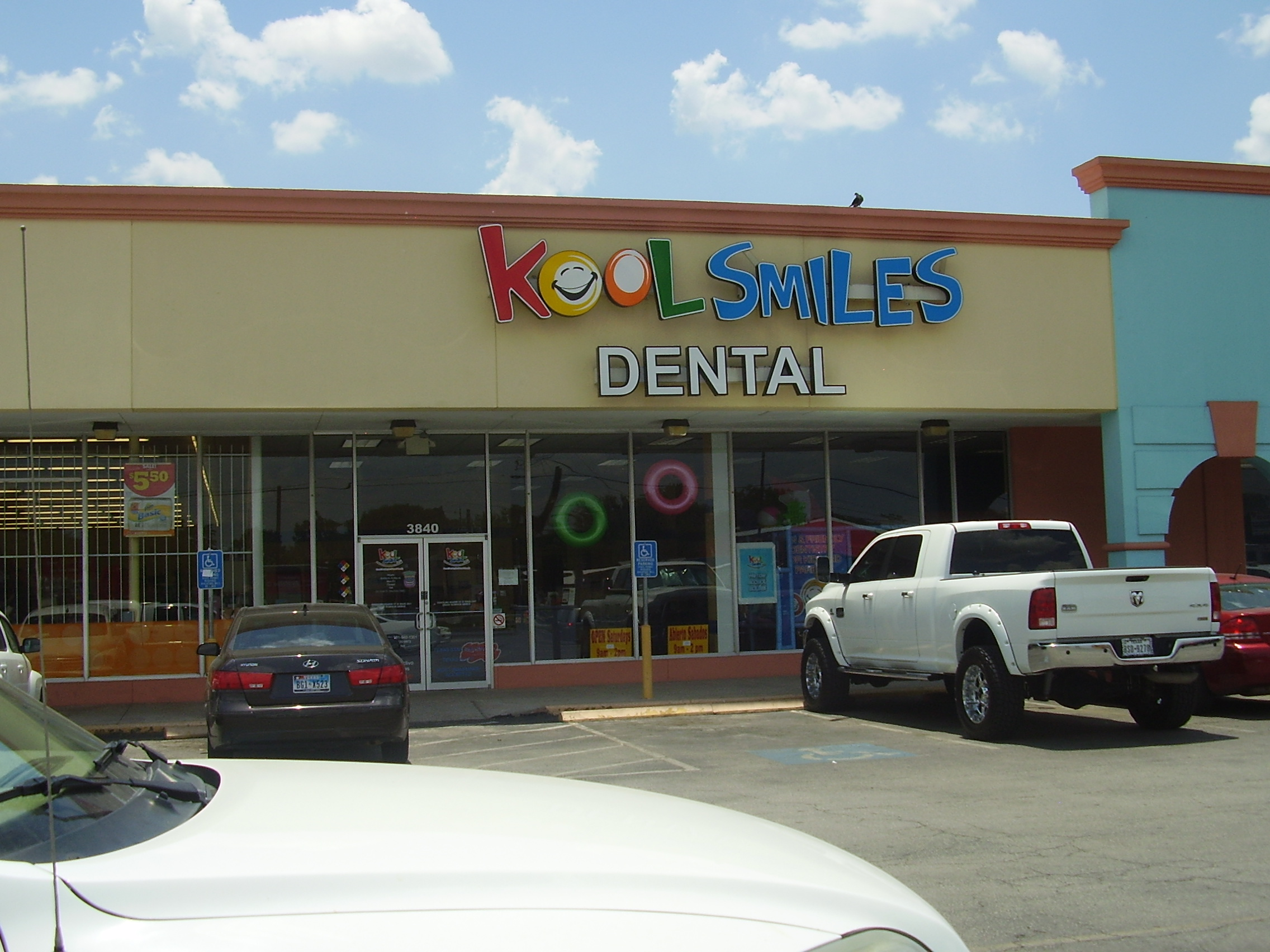
Clínica dental de Kool Smiles Houston-Aldine en un área no incorporada en el Condado de Harris, Texas

Kool Smiles, PC es una cadena estadounidense de clínicas dentales para niños en Medicaid y otros programas dentales para gente necesitada. Kool Smiles, una organización con fines de lucro, tiene su sede en el Centro de Apoyo al Paciente Kool Smiles (Kool Smiles Patient Support Center) en Marietta, Georgia, en Gran Atlanta.
NCDR LLC, una filial de Friedman Fleischer & Lowe (EN), gestiona 130 clínicas de Kool Smiles. En el año de 2011, clínicas de Kool Smiles sirvieron dos millones de pacientes.

## Historia
En 2002 Kool Smiles abrió su primera clínica en East Lake (EN), Atlanta, cerca de la Ciudad de Decatur, Georgia. Doug Brown, un ex-paramédico y un propietario de una empresa de ambulancias privadas, fundó la empresa con dos dentistas de Denver, Colorado. En 2004 Friedman Fleischer & Lowe (FLL) se ofreció a comprar la empresa. En 2008, tenía más de 40 clínicas en siete estados.
En 2010 Kool Smiles ganó $80 millones en ingresos antes de intereses, impuestos, depreciaciones y amortizaciones (EBITDA, "Earnings Before Interest, Taxes, Depreciation, and Amortization"). Durante el año, Kool Smiles contrató Harris Williams & Co. (EN), un banco de inversión, porque Kool Smiles quiere ser vendida.
En 2012, Frontline (EN) emitió un reportaje negativo sobre que dice que Kool Smiles requiere el uso frecuente de coronas porque Medicaid paga mucho dinero para coronas. Kool Smiles criticó el reportaje.

## Sede
En 2006, tenía su sede en Sala 440 del Edificio 400 del Atlanta Technology Center (EN, "Centro de Tecnología de Atlanta") en Atlanta. En 2007 tenía su sede en sala 800 del edificio 400 Galleria Pkwy en un área no incorporada en el Condado de Cobb.